# Tân Ân
Tân Ân là một xã thuộc tỉnh Cà Mau, Việt Nam.

## Địa lý
Xã Tân Ân có vị trí địa lý:
- Phía đông giáp Biển Đông
- Phía tây và phía nam giáp xã Phan Ngọc Hiển
- Phía bắc giáp các xã Đất Mới, Năm Căn, Tam Giang.

Xã Tân Ân có diện tích 218,3 km², dân số năm 2024 là 23.787 người, mật độ dân số đạt 108 người/km².

## Lịch sử
Ngày 25 tháng 6 năm 1999, Chính phủ ban hành Nghị định số 42/1999/NĐ-CP về việc thành lập xã Tân Ân Tây thuộc huyện Ngọc Hiển trên cơ sở 11.096 ha diện tích tự nhiên và 10.030 người của xã Tân Ân.
Ngày 29 tháng 8 năm 2000, Chính phủ ban hành Nghị định số 41/2000/NĐ-CP về việc thành lập xã Tam Giang Tây thuộc huyện Ngọc Hiển trên cơ sở 9.235 ha diện tích tự nhiên và 6.672 nhân khẩu của xã Tam Giang.
Tính đến ngày 31/12/2024:
- Xã Tân An Tây có 10 ấp: Bà Thanh, Đồng Khởi, Đường Dây, Đường Kéo, Nam Nghĩa, Ông Định, Ông Quyền, Tân Lập, Tân Tiến, Tân Trung.
- Xã Tam Giang Tây có 10 ấp: Bảo Vĩ, Ba Nhất, Chợ Thủ A, Chợ Thủ B, Dinh Cù, Đường Kéo, Kại Lá, Tân Tạo, Voi Vàm, Xí Nghiệp.[5]

Ngày 12 tháng 6 năm 2025, Quốc hội ban hành Nghị quyết số 202/2025/QH15 về việc sắp xếp đơn vị hành chính cấp tỉnh (nghị quyết có hiệu lực từ ngày 12 tháng 6 năm 2025). Theo đó, sáp nhập tỉnh Bạc Liêu vào tỉnh Cà Mau.
Ngày 16 tháng 6 năm 2025, Ủy ban Thường vụ Quốc hội ban hành Nghị quyết số 1655/NQ-UBTVQH15 về việc sắp xếp các đơn vị hành chính cấp xã của tỉnh Cà Mau năm 2025 (nghị quyết có hiệu lực từ ngày 16 tháng 6 năm 2025). Theo đó, thành lập xã Tân Ân thuộc tỉnh Cà Mau trên cơ sở toàn bộ 111,8 km² diện tích tự nhiên, quy mô dân số là 13.179 người của xã Tam Giang Tây thuộc huyện Ngọc Hiển và toàn bộ 106,5 km² diện tích tự nhiên, quy mô dân số là 10.608 người của xã Tân Ân Tây thuộc huyện Ngọc Hiển.
Xã Tân Ân có 218,3 km² diện tích tự nhiên và quy mô dân số 23.787 người.